# Paradoxopsyllus intermedius
Paradoxopsyllus intermedius är en loppart som beskrevs av Hsieh Paochi, Yang Xueshi et Li Kueichen 1978. Paradoxopsyllus intermedius ingår i släktet Paradoxopsyllus och familjen smågnagarloppor. Inga underarter finns listade i Catalogue of Life.